# Yuli Verdugo
Yuli Paola Verdugo Osuna (La Paz, 28 de junio de 1997) es una atleta mexicana especializad en ciclismo de pista. 
En 2021 fue seleccionada para participar en los Juegos Olímpicos de Tokio 2020. En la prueba de esprint por equipos femenino finalizó en 6° sitio, en esprint femenino en 20° y en keirin en 23°

## Premios y palmarés

### Campeonato Panamericano de Ciclismo en Pista
- 2016
  -  plata en velocidad

#### Juegos Panamericanos
- Lima 2019
  -  bronce en keirin[3]

#### Juegos Centroamericanos y del Caribe
- Barranquilla 2018
  -  bronce en velocidad[4]